# ボーダーブレイクmobile -疾風のガンフロント-
『ボーダーブレイクmobile -疾風のガンフロント-』(ボーダーブレイクモバイル しっぷうのガンフロント)は、マイネットエンターテイメントとセガゲームスにより運営されていたスマートフォン向けゲームアプリ。開発はf4samurai。対応機種はiOS(iPhone 4以降、iPad 2以降)とAndroid。サービス期間は2013年3月8日 - 2018年12月20日。基本プレイ無料（アイテム課金制）。

## 概要
ゲームジャンルは「カード育成RPG」。
セガ・インタラクティブのロボットバトルアーケードゲーム『ボーダーブレイク』の派生作品。世界観もアーケード版のものがそのまま使用されているが、現状、ゲーム内容についてはアーケード版との連携は特にない。
以前はセガネットワークス→セガゲームス単独で運営していたが、2017年4月7日にセガゲームスとマイネットの子会社であるのマイネットエンターテイメントとの間で、本作を共同事業で運営する契約を締結。この共同事業では、帰属権をセガゲームスからマイネットエンターテイメントへ譲渡し、本作の収益はマイネット、知的財産権などは従来通りセガゲームスがそれぞれ帰属する。
2018年12月20日をもってサービスを終了した。

## ストーリー
世界観全体の説明や作中用語はボーダーブレイク#ストーリーを参照。
プレイヤーはマグメルに所属する男性ボーダーとなる。
新人を束ねるリーダーとして戦いに赴く「現在」、自分が新人だった頃の戦いを回想する「過去」の2つのパートで物語が進行する。
登場キャラクターはすべて本作オリジナルの人物であるが、ブラスト・ランナーはアーケード版と同じもの(「クーガー」や「B.U.Z」など16種類)が登場する。

## ゲームモード
ストーリークエスト「クエスト」をクリアしていくモード。進行中には「ニュル(ゲーム内通貨)」「経験値」と、各種アイテムが取得できる。複数個のクエストが1つの「ステージ」を構成しており、ステージの中間および最後に現れる「ボス」を倒すとブラスト・ランナーの「パーツ」が獲得できる。
クラコン(クラン・コンフリクト)毎日3回(11:45〜、18:45〜、21:45〜)、1時間ずつ開催されるクラン同士の戦闘。詳細は後述。
レイドクエスト曜日ごとにステージが変わる「レイドクエスト」をクリアしていく。進行中に獲得できるアイテムにパーツが追加になっている。ランダムで「レイドボス」が出現し、倒すとパーツやアイテム、ボーダーが獲得できる。レイドボスとの戦闘は、クランメンバー・戦友を救援に呼び、共闘することができる。
イベントモード期間限定で、個人やクラン同士の成績を競う各種イベントが開催される。

## ボーダー
プレイヤーは、キャラクターと搭乗ブラスト・ランナーを組み合わせた「ボーダーカード(以下、単に「ボーダー」と表記する)」の中から最大10枚の「ユニット」を組む。
クラコンおよびボス戦ではそのユニットを用いて戦闘を行う。

### ボーダーの入手方法
- ガチャ
  - 毎日1回、無料・ディスク消費無しでブロンズガチャ(最大で10枚分)を引ける
  - ゲーム中に入手した「ディスク」で引ける。ディスクには「ブロンズ」から「UR確定」まで様々な種類がある。
  - プレイヤー同士で「エール」を交換すると貯まる「エールpt」を100pt集めると「エールガチャ」を引ける。
- レイドクエストやイベントでのレイドボス撃破報酬
- クラコンメダル交換
- イベント報酬
- 招待特典
- その他

### ボーダーのデータ
ボーダーが持つデータは以下の通り。
キャラクター/兵装/ブラスト・ランナーのパーツブランド例：キャラクター「フィン・アミン」/兵装「強襲」/パーツ「クーガー」
ボーダーごとに固定であり、機体や兵装を変更することはできない。
- 兵装はアーケード版と同じ4種類で、兵装によってパラメータの上昇度合いや持つスキルが異なる。
- 兵装とパーツブランドの組み合わせは以下のうちからボーダーごとに固定。異なるブランドを混ぜて機体を構成することや機体ブランドを変えることはできない。

強襲クーガー、シュライク、ヤクシャ、フォーミュラ（速度に優れる）
重火力ヘヴィガード、ケーファー、ディスカス、ランドバルク（防御に優れる）
狙撃ツェーブラ、E.D.G.、セイバー、B.U.Z.（攻撃に優れる）
支援エンフォーサー、ネレイド、迅牙、ロージー（一部ボーダーはコマンド(後述)を所持する）
レベルボーダーのレベル。強化・限界突破(後述)すると上昇する。
レアリティ低い順に、N→HN→R→HR→SR→UR。通常、レアリティが高いほど下記3パラメータの初期値・最大値が高く、レベル上限値も高い。
パラメータ戦闘時に使用するパラメータ。攻撃/防御/速度の3つ。ダメージ量や命中率、行動順に影響する。
コストユニットに組み入れ、戦闘に参加させるときの消費BP。
スキル戦闘を有利に進めるための特殊能力。R以上のボーダーが所持しているが、HN以下のボーダーでもスキル継承により所持が可能。
コマンド一部の支援兵装のボーダーが所持。クラコン時にのみ使用可能で、自分自身またはクランメンバー全体に戦闘が有利になる効果が発揮される。戦闘中に攻撃を行うか攻撃を受けると「TP」が溜まり、TPゲージが満杯になるごとに1回ずつ使用することができる。

### ボーダーの強化
ボーダーは以下の手法で強化することができる。
強化異なるボーダーをパートナーとして消費することでレベルを上げる。レベルが上がると、攻撃/防御/速度の3パラメータが上昇する。パートナーのレアリティは高いほど、また限界突破回数は多いほどレベルの上昇具合が高くなる。
スキル継承スキル枠に空きがある場合、兵装が同じで、スキルを持つボーダーをパートナーにすると、そのスキルを継承する。
限界突破同じボーダー同士を合成することによってボーダーのレベルを上げ、同時にレベル上限値を上げる。通常4段階まで(ボーダー5枚分)限界突破出来るが、特定のアイテムと条件がそろえば5段階目の限界突破「覚醒突破」も可能となる。
BRカスタマイズブラスト・ランナーのパーツを上位の物へ換装する。攻撃/防御/速度の3パラメータが大幅に上昇し、ボーダーのスキル枠が1つ増える。
ボーダーのレアリティが上がるとカスタマイズに必要なパーツの種類も増えていく。
例：レアリティ「R」の「クーガーI型」をカスタマイズするためには「クーガーII型：頭」と「クーガーII型：胴」が必要だが、レアリティ「SR」の「クーガーI型」をカスタマイズするためには「クーガーII型：頭」「クーガーII型：胴」「クーガーII型：腕」「クーガーII型：脚」が必要。

### 参加イラストレーター
アルファベット、五十音順に記載。
| - AKG - ennui - ippo - KeG - KETA - Kulomie - nardak | - アカバネ - 姉崎ダイナミック - 伊籐一磨 - 風間雷太 - アーケード版のメインイラストレーター - カシペン - 小梅けいと - 小早川幸代 - ササギコウシ - シドウタケシ - 柴乃櫂人 - 士郎正宗 - ぜろきち - 成庵 | - チェロキー - 塚本康城 - 津路参汰 - はるさめ - 堀彩乃 - みやま零 - モヒパンク - もみー - 八重樫南 |

## クラン
本作はクランに重みが置かれており、プレイヤーはゲーム開始時にかならずクランに所属するようになっている。
クランの人数は最大20名。

### クラコン(クラン・コンフリクト)
毎日3回(12:00～12:30、19:00～19:30、22:00～22:30)、開催されるクラン同士の戦闘。他ゲームにおける「GvG」「ギルドバトル」「レイドバトル」に相当する。

#### ルール
制限時間内により多くのクラコンポイント(以下、ポイント)を計上したクランの勝利。
待機クランに所属する全プレイヤーは、クラコン開催と同時に「待機」状態となり、被攻撃対象となる。
参戦開催時間中に「参戦」ボタンを押すことでクラコンに参戦する。参戦時にはBPおよびユニット全員のヒットポイントが最大値まで回復する。
攻撃プレイヤーのユニットから最大5枚のボーダーを選択し、そのコスト分のBPを消費して、相手のユニットに攻撃を行う。相手ボーダーのヒットポイントを減少させるとポイントが獲得できる。ヒットポイントが0になったボーダーは「撃破」され、回復するまで攻撃時に選択できなくなる。なお、攻撃対象は「参戦」または「待機」の者からランダムで選ばれ、プレイヤーが選ぶことはできない。
全滅プレイヤーのユニット全員が「撃破」されると「全滅」となり、戦闘に参加することはできなくなる。BPが20以上ある場合は、BPを20消費することで即座にユニット全員のヒットポイントを回復して戦闘に復帰(リスポーン)することができる。
回復3分間リペアポッドに入り、BPを最大値の20%回復し、ユニット全員のヒットポイントを回復する。回復中は戦闘に参加することはできない(被攻撃対象とならない)。途中で回復を中断してリペアポッドから出ることも可能であるが、その場合は回復は行われない。
コンボ別々のプレイヤーが連続して攻撃すると「コンボ」となる(同じプレイヤーが2回以上連続して攻撃するとコンボは中断し、また1コンボからとなる)。コンボ数が多いほど、攻撃時に与えるダメージが増え、獲得ポイントも増える。
コア攻撃チャンス特定の条件を満たすと攻撃が「コア攻撃」となり、より多くのポイントを獲得できる。
-10の倍数（10,20,30...）のコンボで攻撃する。
-攻撃するとランダムで、まれに「コア急襲」が発生しコア攻撃になる。
-敵クランのメンバーが全員「全滅か回復状態」になると「コア突入チャンス」が発生し、一定時間経過するか一定回数攻撃するまですべての攻撃がコア攻撃になる。

#### メダル
クラコンに参戦し、攻撃を3回以上行うと参加報酬としてクラコンメダルを獲得できる。それに加え、勝利したとき・一定のコンボ数を計上したとき・クラン内MVPとなるとさらに獲得できる。メダルは、各種アイテムやニュル、ディスク、ボーダーなどと交換できる。

#### クランランキング
クラコンで勝利すると上昇する。多くのポイントを計上して勝利するとより上昇度合いが大きくなる。
通常、クラコンではクランランキングの近いクラン同士がマッチングされる。

### 投資
プレイヤーはクランに対してニュルを投資することができる。

#### クランアイテム
投資されたニュルで、クラコンおよびクエストを有利にするアイテムを購入して装備することができる。
アイテムの効果はクランメンバー全員に発揮される。

### 掲示板
クラン内にはメンバー専用の電子掲示板があり、情報交換を行うことができる。

## プレイヤー同士の交流要素
招待、SNS連携プレイヤーは招待用URLを生成し、各種ウェブサイトやSNS、電子メールに書き込んで他者をゲームに招待することができる。そのURLから新たにプレイを始めた者が一定の条件を満たすと、招待者に特典のボーダーがプレゼントされる。
TwitterとFacebookについては連携機能が用意されており、ゲーム内から書き込みを行うことで1日1回、特典が獲得できる。
エール他のプレイヤーに送ると、「エールポイント」を獲得することができる。100ポイント貯まると専用のガチャを1回引くことができる。エールと同時にメッセージを送ることができるため、1対1の連絡や挨拶に使うこともできる。
戦友他のプレイヤーと、互いを「戦友」として登録することができる。
プレイヤーのレベルが一定に達するごとに、戦友の上限数が増える。
戦友が1人増えるごとに、プレイヤーのAP/BPに振り分けることができる「振り分けポイント」を獲得でき、戦友はレイドクエストのボス戦で救援に呼ぶことができる。また戦友に対してエールをすると獲得できるエールポイントが増加する。
カフェプレイヤー全員で利用できる電子掲示板。掲示板はテーマごとに分かれていくつか用意されている。